# اودیسه: مجموعه معتبر
«اودیسه: مجموعه معتبر» آلبومی از هنرمند اهل یونان ونگلیس است.